# Una carta para Momo
Una carta para Momo (ももへの手紙 Momo e no Tegami?) es una película de anime japonesa de drama producida por Production IG y distribuida por Kadokawa Pictures. La película fue escrita y dirigida por Hiroyuki Okiura y est protagonizada por un Karen Miyama, Yuka, Toshiyuki Nishida, Chō y Kōichi Yamadera. En Una carta para Momo, Momo Miyaura, de 11 años, se muda con su madre a una pequeña ciudad isleña después de que su padre muere. Cuando llega, se encuentra con tres duendes que otros no pueden ver quienes la ayudan a lidiar con la pérdida de su padre y los cambios en su vida. 
Una carta para Momo se estrenó en el Festival Internacional de Cine de Toronto 2011 en Toronto, Canadá, el 10 de septiembre de 2011 y se publicó el 21 de abril de 2012 en Japón. 

## Reparto
| Actor               | Personaje                       |
| ------------------- | ------------------------------- |
| Karen Miyama        | Momo Miyaura                    |
| Yuka                | Ikuko Miyaura, la madre de Momo |
| Toshiyuki Nishida   | Iwa                             |
| Kōichi Yamadera     | Kawa                            |
| Chō                 | Mame                            |
| Daizaburo Arakawa   | Kazuo Miyaura, el padre de Momo |
| Yoshisada Sakaguchi | Sachio Sadahama                 |
| Ikuko Tani          | Sae Sadahama                    |
| Takeo Ogawa         | Koichi                          |
| Kota Fuji           | Yota                            |
| Katsuki Hashimoto   | Umi                             |

## Producción

### Desarrollo
El distribuidor Kadokawa Pictures anunció esta película en su alineación de películas de 2011 y 2012 el 15 de febrero de 2011. Más detalles de la película fueron anunciados el 11 de julio de 2011. Se anunció que el director Hiroyuki Okiura estaría a cargo de esta película. Su trabajo anterior como director incluye la película de 2000 Jin-Roh. La película Una carta para Momo es la primera película de Hiroyuki en 11 años después de Jin-Roh. Había pasado 7 años creando el guion, dirigiendo la película y creando el guion gráfico para esta película.

### Casting
El reparto de voces principal de Una carta para Momo se anunció por primera vez el 17 de noviembre de 2011. Se anunció que la actriz Karen Miyama interpretó a la protagonista de 11 años, Momo, mientras que la cantante Yuka a la madre de Momo. Además, el actor Toshiyuki Nishida interpreta a Iwa en la película.

## Estreno

### Festivales de cine
Una carta para Momo hizo su debut internacional en el Festival Internacional de Cine de Toronto 2011, que tuvo lugar del 8 al 18 de septiembre de 2011. Fue proyectada en el festival bajo la programación "Niños". Más tarde, se anunció que la película se exhibiría en el 44.º Festival de Cine de Sitges, que se celebró del 6 al 16 de octubre de 2011, y en el 16.º Festival Internacional de Cine de Busan, que tuvo lugar del 6 al 14 de octubre. Se proyectó en Busan como parte del programa "Wide Angle" del festival.
Además se proyectó en el 27.º Festival Internacional de Cine de Varsovia. Esta es la primera película de anime que se exhibió en el Festival Internacional de Cine de Varsovia y compitió en el festival en su sección de Competencia Internacional. Además esta película compitió por el Halekulani Golden Orchid Award en el 31.er Festival Internacional de Cine de Hawái, que tuvo lugar del 6 de octubre al 16 de octubre de 2011.
Una carta para Momo hizo su estreno en los Estados Unidos en el Festival Internacional de Cine para Niños de Nueva York que tuvo lugar del 2 al 25 de marzo de 2012.
Se presentó en el Festival Internacional de Cine para Niños de Boston, que se llevó a cabo del 18 de agosto al 1 de septiembre de 2013 en el Museo de Bellas Artes de Boston.

### Estreno en cines
Una carta para Momo se estrenó en los cines japoneses el 21 de abril de 2012, debutó en más de 300 cines en su primer fin de semana.